# Graeme Moore
Pour les articles homonymes, voir Moore.
Graeme Moore est un nageur sud-africain, né le 28 janvier 1989 à Johannesburg.

## Biographie
Il gagne la médaille de bronze sur le relais 4 × 100 mètres nage libre aux Championnats pan-pacifiques 2010.
Aux Jeux olympiques d'été de 2012, il est cinquième avec le relais 4 × 100 mètres nage libre et 21e des séries du 100 mètres nage libre.